# Megachile submetallica
Megachile submetallica är en biart som beskrevs av Raymond Benoist 1955. Megachile submetallica ingår i släktet tapetserarbin, och familjen buksamlarbin. Inga underarter finns listade i Catalogue of Life.